# サイトマップ
サイトマップ（英語: site map）は、特定のドメイン内のウェブサイトのページの一覧である。
サイトマップには、主に3つの種類がある。
- ウェブサイトの設計者がウェブサイトの計画中に使うチャート。
- ウェブサイト上のページに掲載する、人間のサイト訪問者に見せるコンテンツの階層型一覧。
- 検索エンジンなどのウェブクローラを対象とした構造化されたリスト (Sitemaps標準)。

## 人間向けのサイトマップ

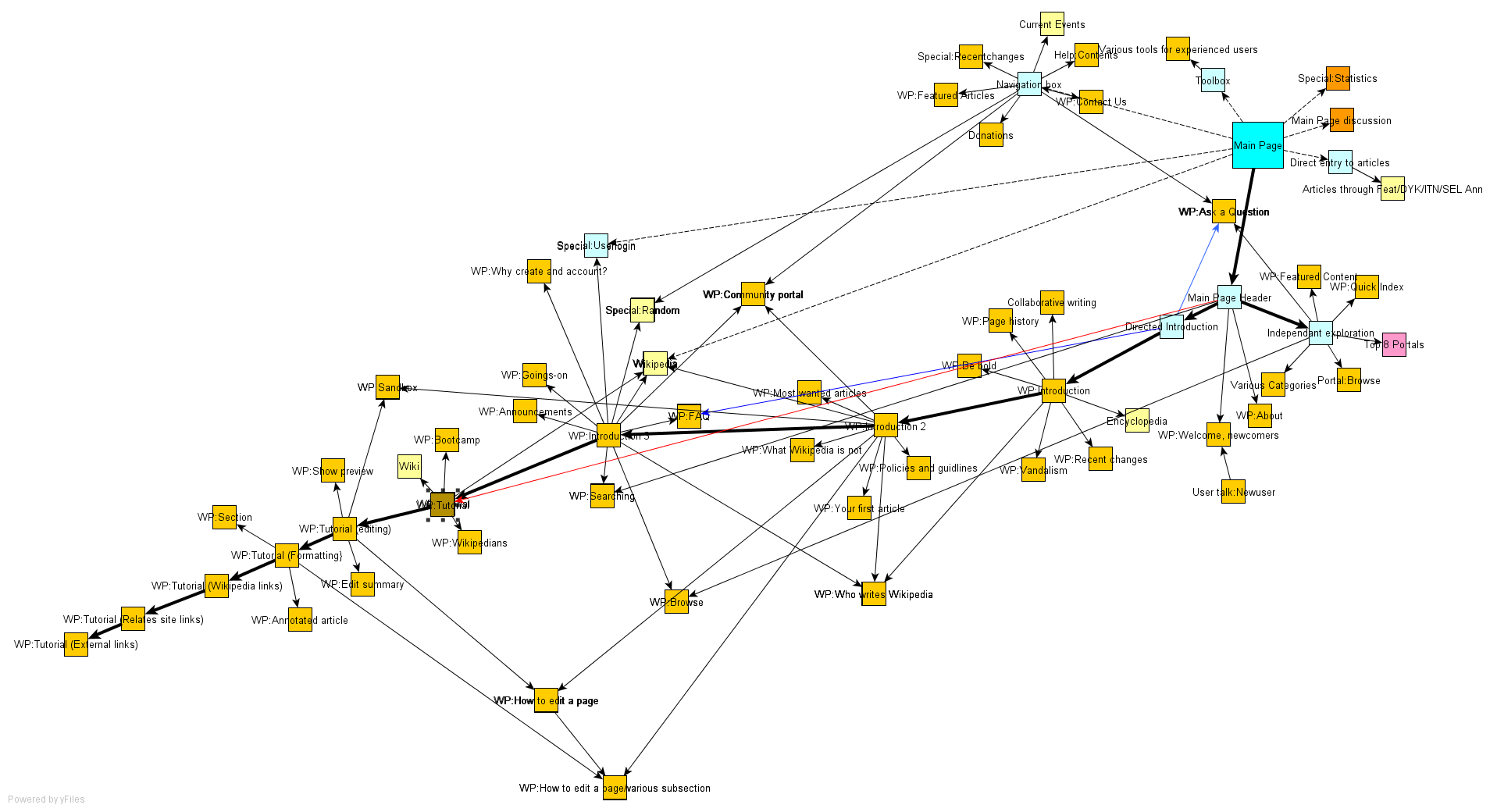
英語版ウィキペディアのメインページからリンクしているサイトマップ。

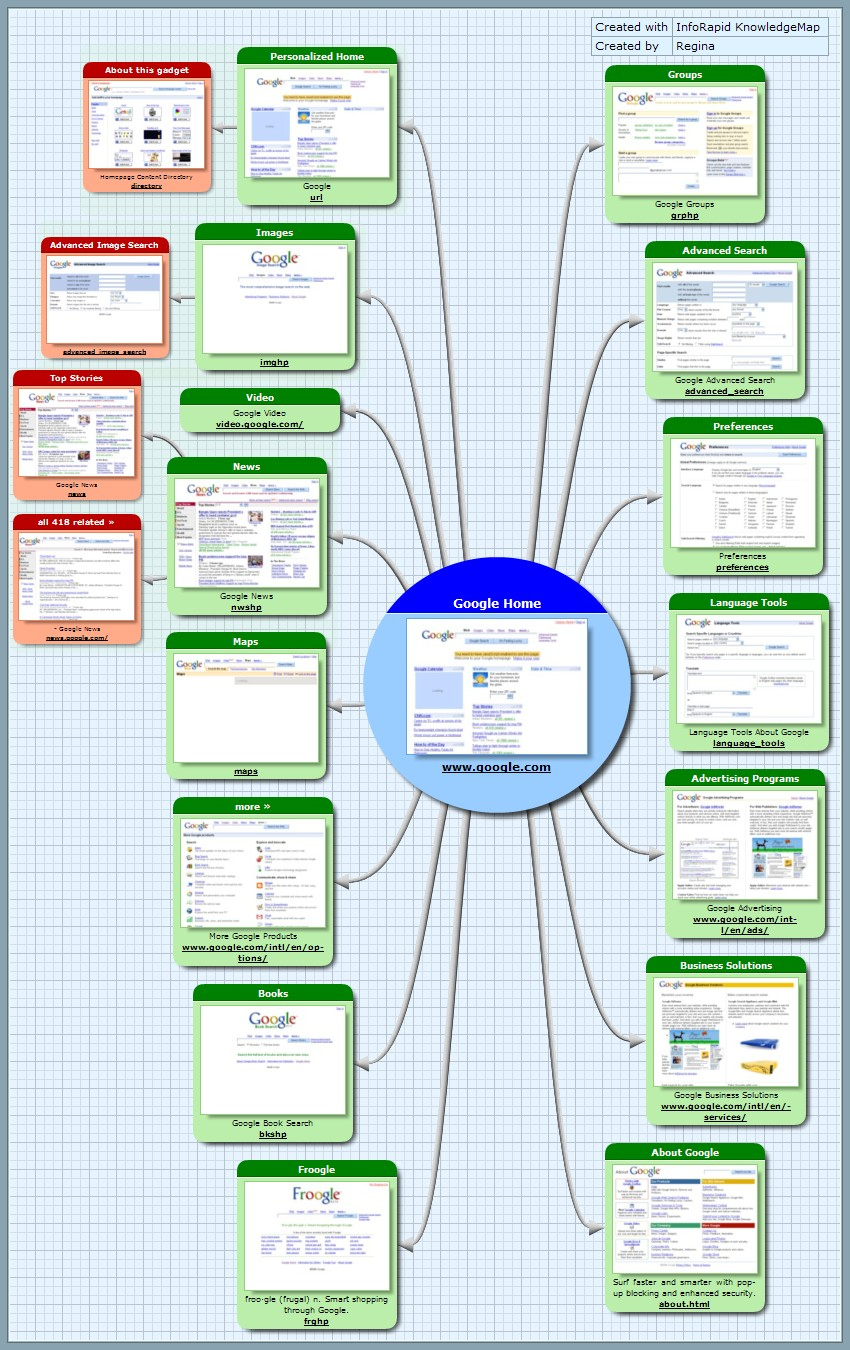
Googleのサイトマップ

サイトマップは、サイトの人間の訪問者やクローラ向けに作成される。多くのサイトでは、サイト内のページを階層的に表示するページを設けている。これらは、訪問者が特定のページを見つけやすくすることを目的としており、クローラによって使われることもある。アルファベット順に整理されたサイトマップは、サイトインデックスと呼ばれ、サイトマップとは区別される。

## XML Sitemaps標準
XML Sitemapsは、検索エンジンやその他のクローラで使用される、構造化された書式 (XML) で記述されるサイトマップで、サイト内のページ、それらの相対的な重要性、およびページが更新される頻度を一覧表示している。実体ファイルはrobots.txtファイル内から指し示され、通常はsitemap.xmlという名前である。テキストファイルやRSS、mRSS、Atom等の形式をとる場合もある。Sitemapsは、ウェブサイトの中に、他のページからリンクされてなく、サイトの検索ツールやJavaScript、Adobe Flashで動的に作られたURLでのみアクセスできるページがある場合、それらのページの検索エンジン最適化を行う場合に特に重要となる。
また、Sitemapsによりサイトのコンテンツの概要を一覧できるため、サイトのナビゲーターとしても機能する。
Sitemaps標準を定義しているのはグーグルであり、ウェブ開発者はあらゆるサイトで同じ形式でリンク一覧を公開できる。これは基本的な前提として、サイトによっては入力フォームやユーザー操作によってのみ生成される動的ページが多数あることを意識している。Sitemapsファイルにこれらの動的ページのURLも記載しておけば、クローラが見つけることができる。 Bing、Google、Yahoo!、Askなどの主要ポータルサイトが共同でSitemaps標準をサポートするようになった。
主要な検索エンジンで同じプロトコルを使用しているため、 Sitemapsから、ページの更新情報も取得することができる。ただし、Sitemapsは、すべてのリンクがクロールされることを保証するものではなく、またクロールされたとしても検索エンジンがインデックスを必ず作成する保証はない 。 Googleウェブマスターツールを使用すると、ウェブサイトの所有者はGoogleがクロールするサイトマップをアップロードできる。または、robots.txtファイルへの記載でも同じことを実行できる。 
XML Sitemapsを検索エンジンに送信する方法は、従来の方法から変更になった。新しい方法では、Web開発者はSitemapsを直接送信するか、検索エンジンがSitemapsを見つけるのを待つ必要がある。新しいページが公開されたときに、更新されたSitemapsを定期的に検索エンジンに送信しておくと、検索エンジンが自然に見つけるよりも早くページを見つけてインデックスを作成する可能性がある。 

### Flashサイトを検索最適化するためのXML Sitemapsの利点
以下は、3ページから成る単純なウェブサイトの検証済みXML Sitemapsの例である。SitemapsはAdobe FlashやHTML以外の言語で構築されたサイトを検索可能にするために便利なツールである。ウェブサイトのナビゲーションがFlashで構築されている場合、自動検索プログラムは最初のホームページしかクロールしない。 XML Sitemapsがないと、後続のページがクロールされず、検索に引っかからない場合がある。

XML Sitemapsの例：
```
<?xml version="1.0" encoding="UTF-8"?>
 

<urlset
 
xmlns=
"http://www.sitemaps.org/schemas/sitemap/0.9"
>

 
<url>

  
<loc>
http://www.example.net/?id=who
</loc>

  
<lastmod>
2009-09-22
</lastmod>

  
<changefreq>
monthly
</changefreq>

  
<priority>
0.8
</priority>

 
</url>

 
<url>

  
<loc>
http://www.example.net/?id=what
</loc>

  
<lastmod>
2009-09-22
</lastmod>

  
<changefreq>
monthly
</changefreq>

  
<priority>
0.5
</priority>

 
</url>

 
<url>

  
<loc>
http://www.example.net/?id=how
</loc>

  
<lastmod>
2009-09-22
</lastmod>

  
<changefreq>
monthly
</changefreq>

  
<priority>
0.5
</priority>

 
</url>

</urlset>

```